# Acacia robinae
Acacia robinae är en ärtväxtart som beskrevs av Bruce R. Maslin. Acacia robinae ingår i släktet akacior, och familjen ärtväxter. Inga underarter finns listade i Catalogue of Life.